# Mistrovství Evropy v judu 1954
IV. Mistrovství Evropy v judu za rok 1954 proběhlo v Bruselu, Belgie ve dnech 10. až 11. prosince 1954.

## Informace a program turnaje
- seznam účastníků

Československo mělo na tomto mistrovství Evropy mezinárodní premiéru po přijetí do EJU v listopadu 1953.
Na mistrovství Evropy bylo přihlášeno 11 zemí – Nizozemsko, Francie, Spojené království, Československo, Švýcarsko, Itálie, Rakousko, Španělsko, Spolková republika Německo, Lucembursko a domácí Belgie.
Na kongresu Evropské unie juda (EJU) byla přijata za člena Německá demokratická republika (NDR). Českoslovenští funkcionáři Ladislav Pikhart a František Šíma měli dle tehdejšího tisku nemalou zásluhu na jejich přijetí. Přijetí NDR mělo v budoucnu za následek (60. léta dvacátého století) komplikace s organizováním jednotlivých mezinárodních turnajů.
Judisté bojovali k.o. vyřazovacím způsobem. Judista, který v turnaji prohrál byl definitivně vyřazen. Poražení semifinalisté získali automaticky bronzovou medaili (3. místo).  
- PA - 10. 12. 1954 - individuální soutěže podle technických stupňů, kategorie bez omezení a individuální soutěže podle váhových kategorií (první oficiální)
- SO - 11. 12. 1954 - soutěž týmů

Některé zdroje neuvádějí (ignorují) váhové kategorie. Jedná se především o britské zdroje. Britové ještě počátkem 60. let dvacátého století nebyli ochotni akceptovat váhové kategorie jako regulérní judistickou soutěž a odmítali ve váhových kategoriích nastupovat. Teprve nová generace okolo Briana Jackse (*1946) neměla s novým trendem (směrováním) v judu vážnější problémy. Zavedení váhových kategorií požadoval Mezinárodní olympijský výbor jako vstupní podmínku jednání o zařazení juda do programu olympijských her.

## Československá stopa
Čeští judisté na vrcholných sportovních akcích
Vedoucí výpravy: František Šíma, šéftrenér reprezentace: Adolf Lebeda.
Na mistrovství Evropy startovalo za Československo 5 judistů:
- −68 kg: Alexandr Tompich (*1928) z DSO Spartak Praha ČKD–Sokolovo

- −80 kg: Čestmír Švejda (*1931) z Ústředního domu armády (ÚDA)

- +80 kg: Zděnek Písařík (*1924) z DSO Spartak Praha ČKD–Sokolovo, obsadil 1. místo
- +80 kg: Karel Vítek (*1923) z DSO Spartak Praha ČKD–Sokolovo, obsadil 2. místo

- BRV: Zděnek Písařík (*1924) z DSO Spartak Praha ČKD–Sokolovo
- BRV: Aleš Adamec (*1936) z DSO Spartak Hradec Králové ZVÚ

- 1. Dan: Čestmír Švejda (*1931) z Ústředního domu armády (ÚDA)
- 1. Dan: Karel Vítek (*1923) z DSO Spartak Praha ČKD–Sokolovo
- 2. Dan: Aleš Adamec (*1936) z DSO Spartak Hradec Králové ZVÚ
- 3. Dan: Alexandr Tompich (*1928) z DSO Spartak Praha ČKD–Sokolovo

V soutěži družstev vyhrálo Československo skupinu B, když porazilo Itálii 2,5:2 a Rakousko 2:1. V semifinále prohrálo Československo s Francií 0:5 a vybojovalo 3. místo.

## Výsledky

### Individuální soutěže
| Muži   | Zlato                                          | Stříbro                | Bronz                    | Bronz                     |
| Muži   | Váhové kategorie                               | Váhové kategorie       | Váhové kategorie         | Váhové kategorie          |
| ------ | ---------------------------------------------- | ---------------------- | ------------------------ | ------------------------- |
| −68 kg | Jan De Waal (NED)                              | Anton Wagenaar (NED)   | Alexandr Tompich (TCH)   | Iaggi (SUI)               |
| −80 kg | Hein Essink (NED)                              | Dick Konings (NED)     | Leo Köhler (FRG)         | Henrich Metzler (FRG)     |
| +80 kg | Zděnek Písařík (TCH)                           | Karel Vítek (TCH)      | Walter Reiter (FRG)      | Marcello Cataldi (ITA)    |
| Muži   | Zlato                                          | Stříbro                | Bronz                    | Bronz                     |
| Muži   | Kategorie technických stupňů                   |                        |                          |                           |
| 1. Dan | Daniel Outelet (BEL)                           | Gilbert Briskine (FRA) | Enrico Aparicio (ESP)    | André Collonges (FRA)     |
| 2. Dan | Michel Dupré (FRA)                             | Douglas Young (GBR)    | Piet van den Geest (NED) | Richard Unterburger (FRG) |
| 3. Dan | Bernard Pariset (FRA)                          | Lucien Colonges (FRA)  | Alfred Grabher (GBR)     | Jan van der Horst (NED)   |
| Muži   | Zlato                                          | Stříbro                | Bronz                    | Bronz                     |
| Muži   | Kategorie bez rozdílu vah a technických stupňů |                        |                          |                           |
|        | Anton Geesink (NED)                            | Henri Courtine (FRA)   | Guy Cauquil (FRA)        | Nicola Tempesta (ITA)     |

### Soutěže družstev
| Muži                              | Zlato                                                                                  | Stříbro                                                                            | Bronz | Bronz                                                                                             |
| --------------------------------- | -------------------------------------------------------------------------------------- | ---------------------------------------------------------------------------------- | --- | ------------------------------------------------------------------------------------------------- |
| Družstva podle technických stupňů | Francie (FRA) (Guy Cauquil, Michel Dupré, Henri Courtine, Bernard Pariset, Jean Legay) | Nizozemsko (NED) (Jan de Waal, Hein Essink, Piet Feyt, Anton Geesink, Jan Rapmund) | Spojené království (GBR) (Richard Bowen, Alfred Grabher, Thomas McDermott, George Whyman, Douglas Young) | Československo (TCH) (Alexandr Tompich, Čestmír Švejda, Zděnek Písařík, Aleš Adamec, Karel Vítek) |